# ألبرتو هيريروس
ألبرتو هيريروس (بالإسبانية: Alberto Herreros)‏ هو لاعب كرة سلة محترف إسباني معتزل. مثّل منتخب بلاده. شارك في مسابقة كرة السلة في الألعاب الأولمبية الصيفية. لعب مع فريق سي بي إستوديانتس وفريق ريال مدريد بالونكيستو. كان من أعلى المسجلين في بطولة كأس العالم لكرة السلة 1998. وكان أعلى المسجلين في بطولة أمم أوروبا لكرة السلة 1999.

## روابط خارجية
- ألبرتو هيريروس على موقع الاتحاد الدولي لكرة السلة (الإنجليزية)
- ألبرتو هيريروس على موقع الدوري الأوروبي لكرة السلة (الإنجليزية)
- ألبرتو هيريروس على موقع الدوري الإسباني لكرة السلة (الإسبانية)
- ألبرتو هيريروس على موقع كرة السلة الأوروبية.كوم (الإنجليزية)
- ألبرتو هيريروس على موقع ريلجم (الإنجليزية)
- ألبرتو هيريروس على موقع بروبوليرز (الإنجليزية)
- ألبرتو هيريروس على موقع سبورتس رفرنس (الإنجليزية)
- ألبرتو هيريروس على موقع اللجنة الأولمبية الدولية (الإنجليزية)
- ألبرتو هيريروس على موقع أوليمبيديا (الإنجليزية)
- ألبرتو هيريروس على موقع اللجنة الأولمبية الإسبانية (الإسبانية)